# Jean-Louis Dongmo
Pour les articles homonymes, voir Dongmo.
Jean-Louis Dongmo est un écrivain, universitaire et poète camerounais connu pour son travail sur le pays Bamiléké.

## Biographie

### Enfance, éducation et débuts
Jean-Louis Dongmo est né à Bafou en 1945. Il obtient un doctorat de géographie en 1978 à l'université Paris-X Nanterre.

### Carrière
Jean Louis Dongmo est ensuite professeur de géographie à l'Université de Yaoundé en 1984. Il est recteur de l'Université de Dschang de 2003 à 2005.

### Œuvres
Il est auteur des ouvrages : 
- La géographie camerounaise face au défi de la transversalité, Jean-Louis Dongmo, dans Les Cahiers d'Outre-Mer 2012/3 (no 259)
- Cameroun, Francis Bebey, Jean-Louis Dongmo, Patrice Kayo, Elolongué Epanya Yondo, Francesco N'Dintsouna, Jean-Paul Nyunaï, dans Présence Africaine 1966/1 (No 57)

et co-auteur de poèmes dans un ouvrage collectif avec Paulin Joachim, Alpha Ibrahim Sow, Tati Jean-Baptiste Loutard, Mayrika Omwenga, Ted Joans, dans Présence Africaine 1966/4 (No 60).
- Village Natal[6]
Ici, je suis chez moi. 
Je suis vraiment chez moi. 
Les hommes que je vois  
Les femmes que je croise  
M’appelle leur fils  
Et les enfants leur frère. 
Le patois qu’on parle est le mien. 
Les chants que j’entends, exprime  
Des joies et des peines qui sont miennes  
L’herbe que je foule, reconnait mes pas  
Le chien n’aboie pas contre moi, il remue la queue en signe de reconnaissance  
Les oiseaux me saluent au passage par des chants affectueux.
- Le dynamisme Bamiléké[7]

## Vie privée
Jean-Louis Dongmo est atteint d'albinisme. Il meurt le 28 octobre 2021.